# Hyundai Grandeur
Der Hyundai Grandeur (Hangeul: 현대 그랜저) ist ein Pkw-Modell der oberen Mittelklasse mit Frontantrieb.

## Erste Generation

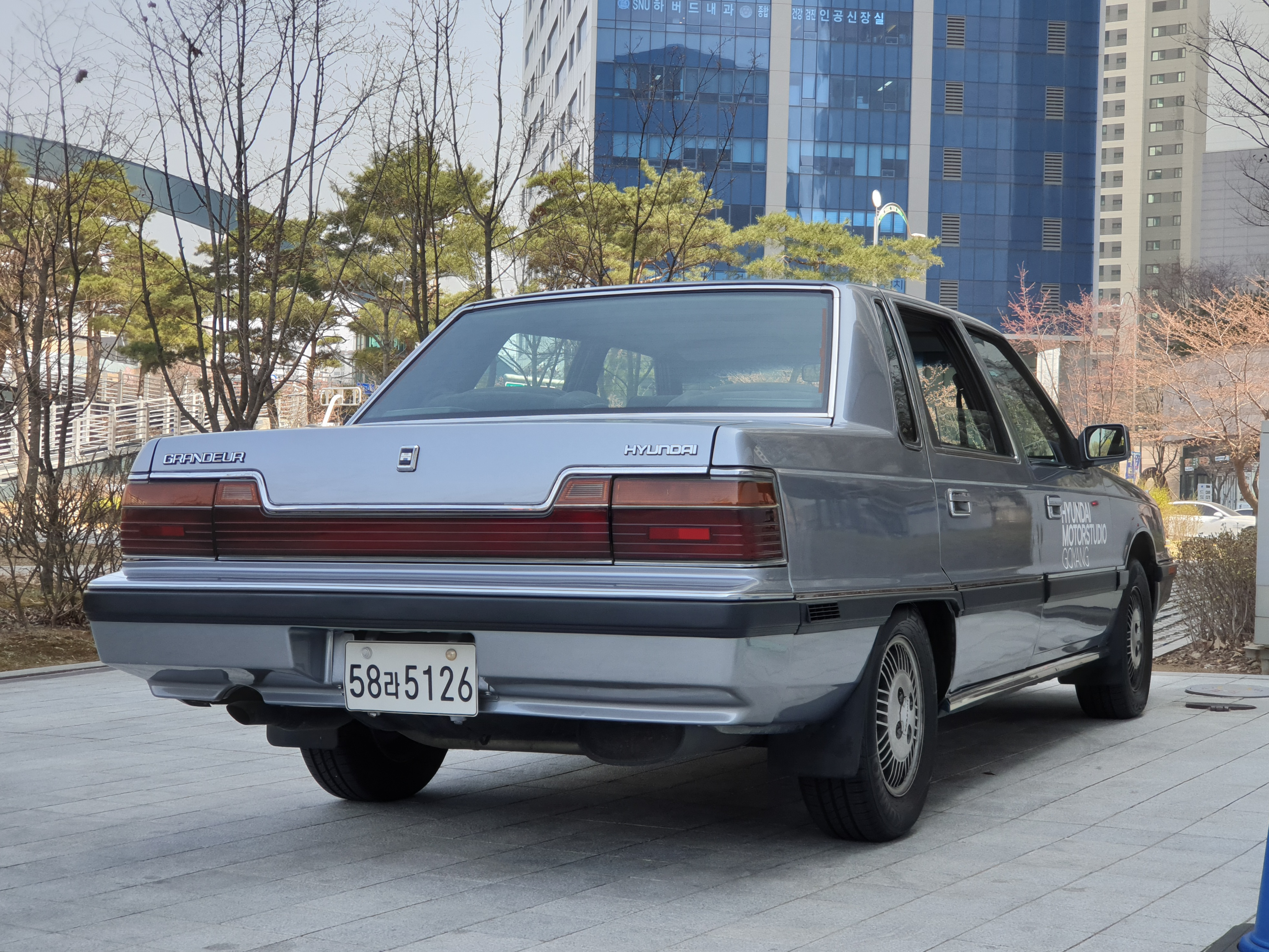
Heckansicht
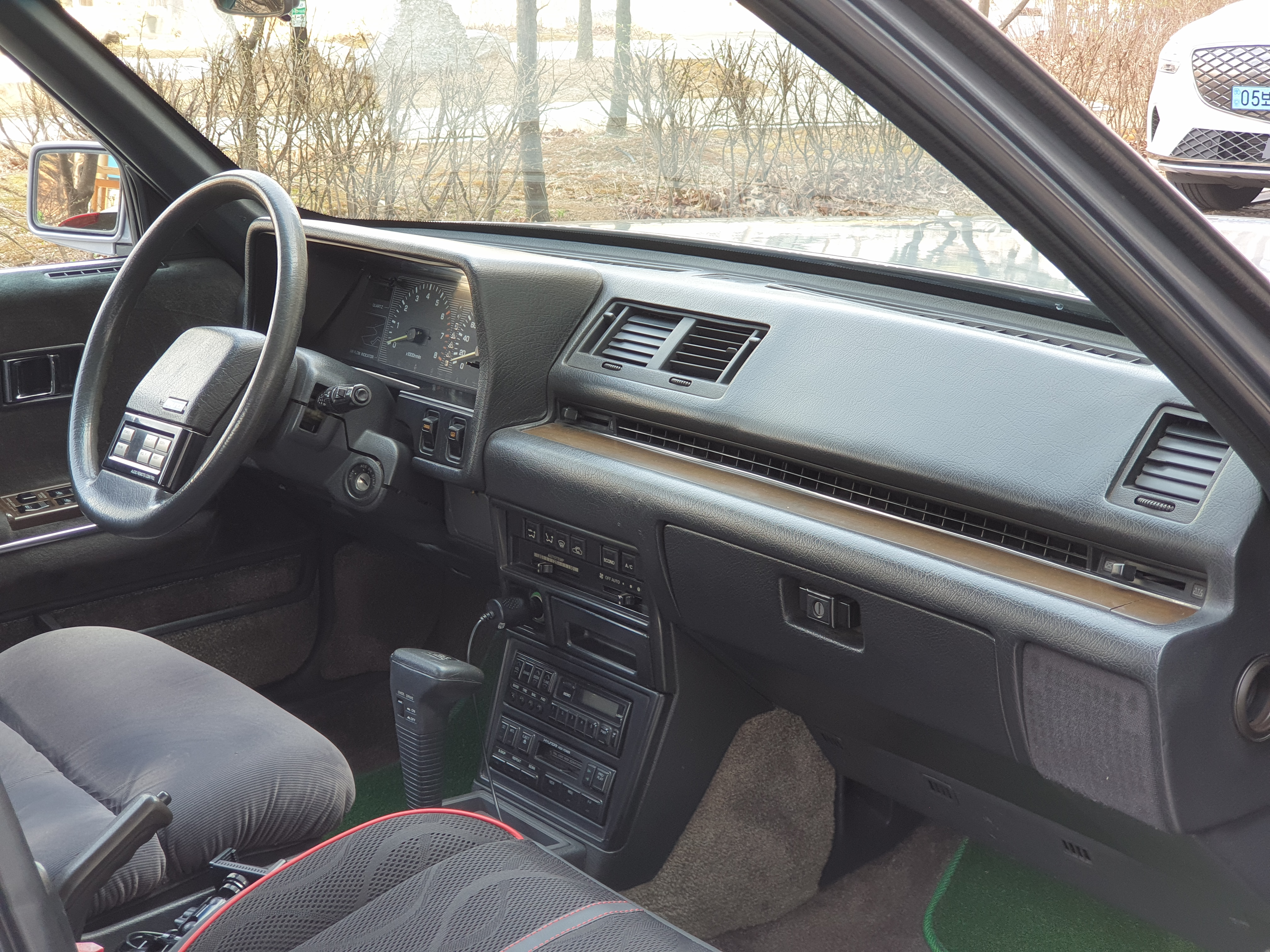
Innenansicht

Die erste Generation des Hyundai Grandeur basierte auf dem seinerzeit angebotenen Mitsubishi Debonair. Anfangs war der Wagen mit einem 2,0 Liter oder wahlweise mit einem 2,4 Liter großen Vierzylindermotor erhältlich, später wurde das Motorenangebot durch einen V6-Motor mit 3,0 Liter Hubraum ergänzt.

## Zweite Generation

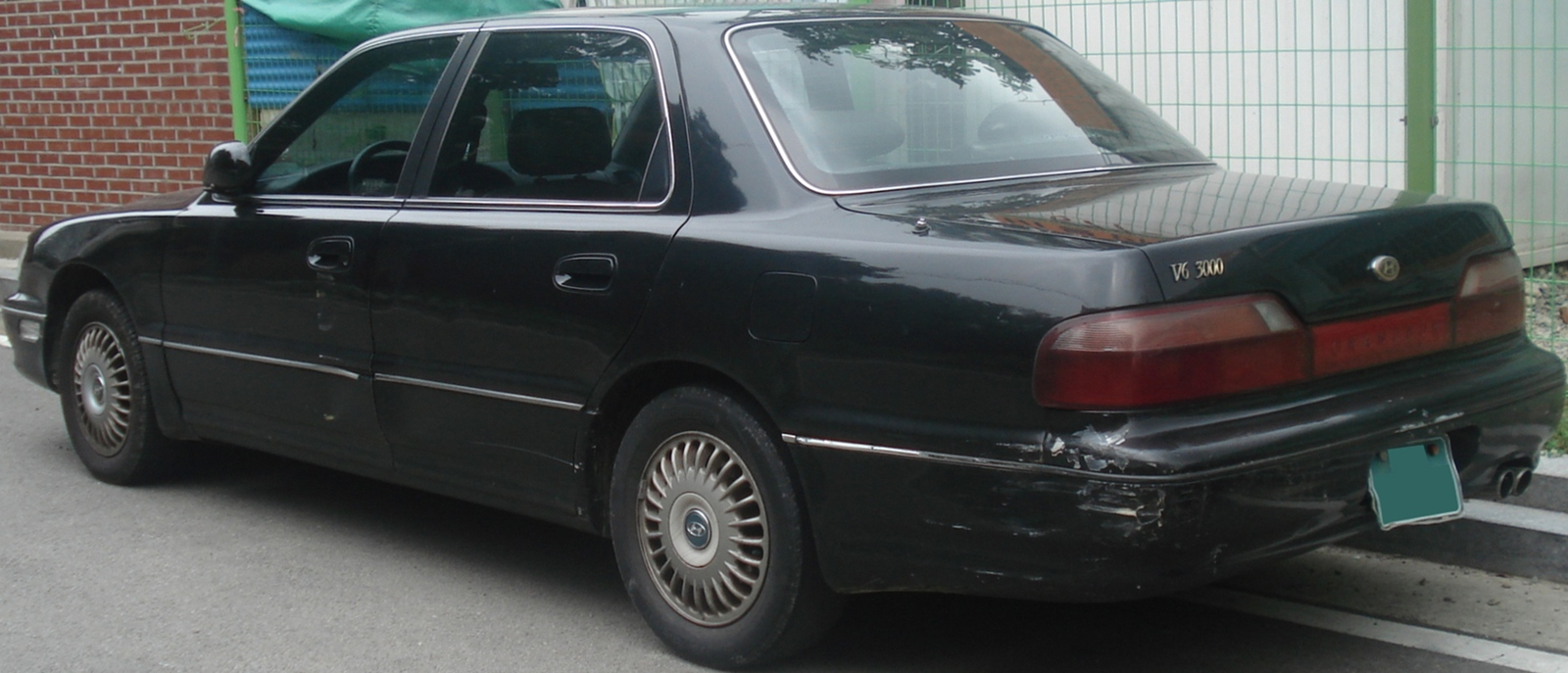
Heckansicht

Auch die zweite Generation basierte auf dem gleichzeitig erneuerten Mitsubishi Debonair. Es waren nur noch V6-Motoren mit einem Hubraum bis zu 3,5 Liter erhältlich.

## Dritte Generation

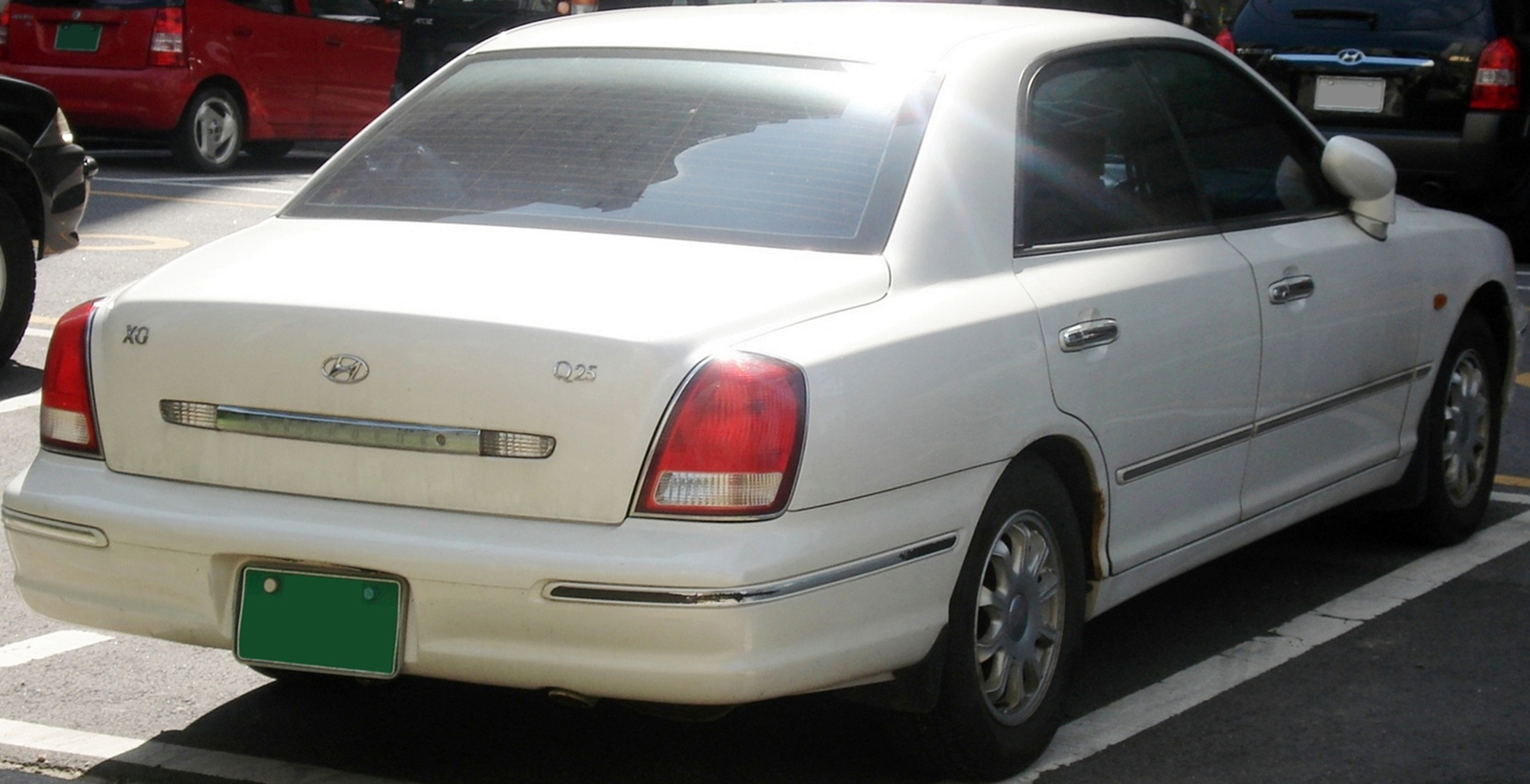
Heckansicht

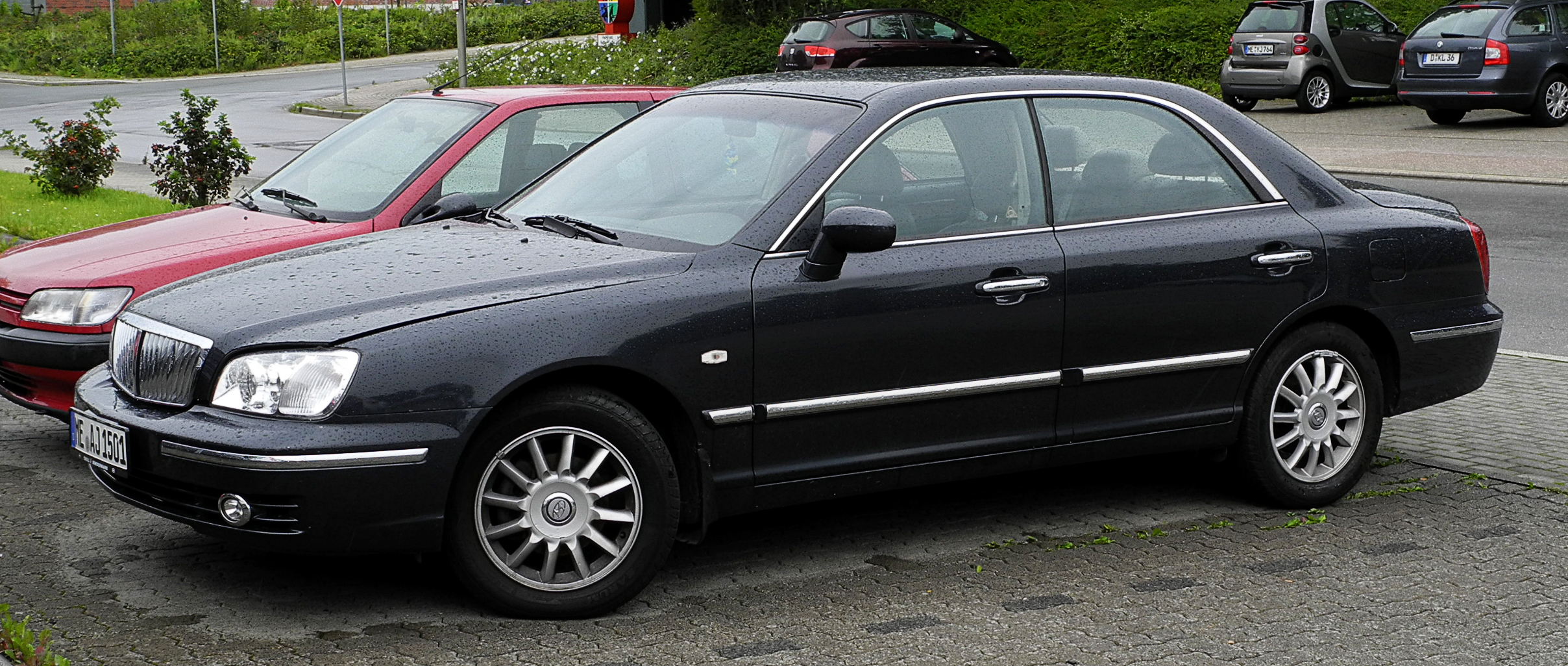
Hyundai XG 350 (2003–2005)

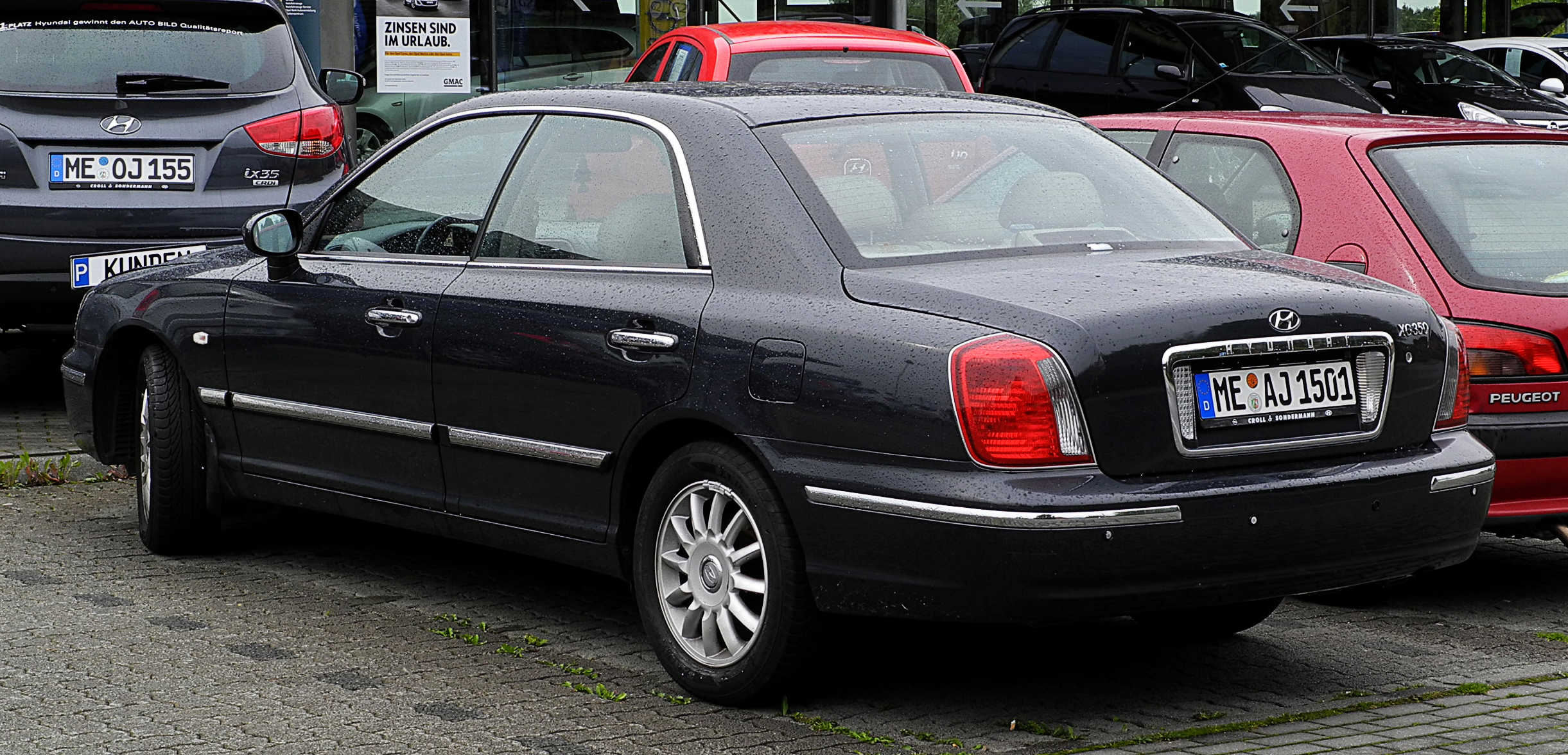
Heckansicht

Die dritte Generation kam im Dezember 1998 in den Handel, auf den US-Markt allerdings erst 2001. In Europa und Nordamerika wurde diese Generation als Hyundai XG verkauft. Man konnte zuerst den XG 30 (in Nordamerika als XG 300) mit einem 3,0-l-Motor erwerben, später den überarbeiteten XG 350 mit einem 3,5-l-Motor. Beide Modelle verfügten über die gleiche Plattform und das gleiche Motorenangebot wie beim Kia Opirus.
Anfangs wurde ein 3,0-Liter-V6 mit 138 kW (188 PS) angeboten, in einigen Ländern konnte auch der 2,5-Liter-V6 aus dem Sonata geordert werden.
Anfang 2003 folgte ein Facelift und eine Umbenennung in XG 350 (nun mit einem 3,5-Liter-V6 mit 145 kW/197 PS). Für den Antrieb sorgte ein elektronisch gesteuertes Fünfstufen-Automatikgetriebe, welches sich unter anderem an den Fahrstil des Fahrers anpasste und außerdem über einen manuellen Schaltmodus (H-Matic) verfügte.

### Technische Daten
3.0L Sigma V6:
- Zylinderanzahl/Ventile: 6/24
- Motortyp: V-Typ, DOHC
- Bohrung: 91,1 mm
- Hub: 76,0 mm
- Hubraum: 2972 cm³
- Kompressionsverhältnis: 10,0
- Zündfolge: 1–2–3–4–5–6
- Antriebsmechanismus: Zahnriemen
- Leistung: 138 kW (188 PS) bei 6.000 min−1
- Maximales Drehmoment: 255 Nm bei 4.000 min−1
- Höchstgeschwindigkeit: 225 km/h
- Beschleunigung von 0–100 km/h: 8,9 s
- Kraftstoffverbrauch (kombiniert): 10,7 l/100 km
- Tankinhalt: 70 l

Getriebe:
- Bezeichnung: F5A51-2
- Drehmomentwandlertyp: 3 Elemente, 1 Stufe, 2 Phasen
- Getriebetyp: 5 Vorwärtsgänge, 1 Rückwärtsgang
- Übersetzung
1. Gang: 3,789
2. Gang: 2,057
3. Gang: 1,421
4. Gang: 1,000
5. Gang: 0,731
Rückwärtsgang: 3,865
Endübersetzung: 3,333
- Schmiermittelfüllmenge: 8,5 Liter

### Design
Mit einer Außenlänge von fast 4,90 Metern und einer Breite von über 1,80 Metern bewegte sich der Hyundai XG im oberen Mittelklasseformat. An der Karosserie fanden viele Chromelemente Verwendung. An der Frontpartie fehlte jeglicher Hinweis auf die Markenidentität, am Heck befand sich das Hyundai-Logo. Erwähnenswert waren rahmenlose Seitenfenster, welche dem Fahrzeug zu Anklängen an ein Coupé verhalfen. Des Weiteren verfügte der Hyundai XG über eine in die Heckscheibe integrierte Antenne.
Der XG wurde lediglich als viertürige Stufenhecklimousine angeboten.

### Ausstattung
Der Hyundai XG verfügte über eine umfangreiche Serienausstattung, u. a. mit Ledersitzen mit elektrischer Einstellung und Memoryfunktion, Sitzheizung, elektrischen Fensterhebern vorne und hinten, Zentralverriegelung mit Fernbedienung, Alarmanlage, Klimaautomatik mit Luftgütesensor, Tempomat, Leichtmetallfelgen, automatisch abblendendem Innenspiegel, Lichtautomatik etc. Zur Sicherheit trugen Front- und Seitenairbags, ABS, Traktionskontrolle, elektronischer Bremskraftverstärker bei.
Lediglich eine Metalliclackierung sowie ein Glasschiebedach kosteten einen Aufpreis. Die Decada-Sondermodelle waren zusätzlich mit einer Standheizung ausgestattet. Sie wurden mit schwarzem Leder und einem Holzlenkrad, aber ausschließlich in einer Grünmetallic-Außenlackierung angeboten.

### Verbreitung
In Deutschland hatte der Hyundai XG 30 nur die Bedeutung eines Nischenmodells. Trotz des damals vergleichsweise günstigen Preises bei sehr umfangreicher Ausstattung fand das Modell nur wenige Käufer. Am 1. Januar 2020 waren in Deutschland laut Kraftfahrt-Bundesamt nur 133 XG 30 (138 kW) zugelassen. In anderen Ländern – insbesondere in den USA und in Südkorea – war das Modell von Hyundai weitaus erfolgreicher.

## Vierte Generation

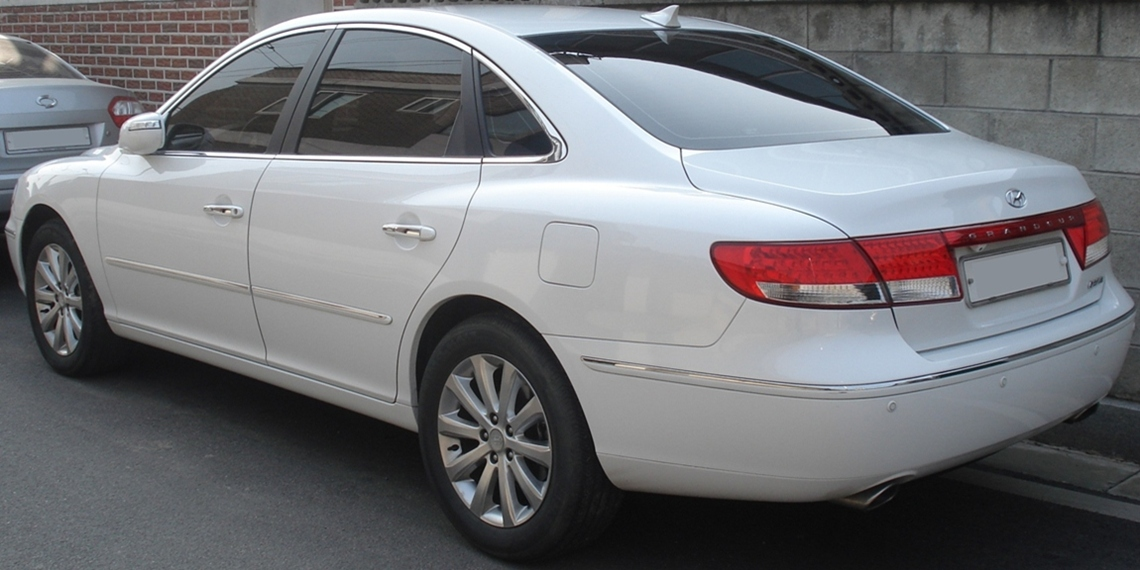
Heckansicht

Da Hyundai sich als sportlich ausgelegte Marke präsentieren will, trägt der Grandeur in der vierten Generation wie auch andere aktuelle Hyundai-Modelle eine coupéhafte Linienführung. Bei einer Länge von knapp 4,90 Metern herrscht im Innenraum sowohl vorne als auch hinten ein üppiges Platzangebot.

### Ausstattung
Der Grandeur verfügt über eine selbst in dieser Klasse außergewöhnliche Serienausstattung. So sind in der Grundausstattung bereits praktisch alle Extras enthalten. Die serienmäßige Ausstattung enthält unter anderem: Ledersitze, Sitzheizung, acht Airbags, Alarmanlage, Zentralverriegelung mit Fernbedienung, Klimaautomatik, Xenonscheinwerfer, Alufelgen, ESP, automatisch abblendender Innenspiegel, Einparkhilfe, Tempomat, und nicht zuletzt ein Navigationssystem.
Aufpreispflichtig werden lediglich ein Panorama-Glas-Schiebedach sowie Metallic-Lackierung angeboten.
Insgesamt werden vier Außenfarben (zwei Silbertöne, Schwarz und Dunkelrot) und zwei Innenfarben angeboten. Die Farbkombination der Außen- und Innenfarbe ist werksseitig vorgegeben.
Zur Sicherheit tragen neben ABS und ESP acht Airbags und aktive Kopfstützen für Fahrer und Beifahrer bei. Die Sicherheit des Stahlrahmens sollte durch 300 mit Prototypen in der Entwicklungsphase vorgenommene Crash-Tests garantiert werden.

### Verbreitung
Der Grandeur wurde vor allem in Japan, den USA (dort unter dem Namen „Azera“) und am Heimatmarkt Korea angeboten, wo er im Werk Asan produziert wurde. Diese Länder gelten als die drei größten Absatzmärkte für dieses Modell. In Deutschland rechnete Hyundai mit Verkaufszahlen von 2000 Fahrzeugen pro Jahr.
Bei der FIFA WM 2006 wurde den Spielern und VIPs der Grandeur zur Verfügung gestellt.

### Motorisierungen
Neben dem 3,3-l-V6-Ottomotor mit 173 kW (235 PS) und Fünfstufen-Automatikgetriebe gab es seit Frühjahr 2007 für Europa auch einen 2,2-l-R4-Dieselmotor. In den USA war der Grandeur zusätzlich zum 3,3-l- mit einem 3,8-l-V6-Ottomotor mit 196 kW (266 PS) erhältlich. In Südkorea waren neben den beiden V6 noch ein 2,7-l-V6 mit Flüssiggas und ein 2,4-l-Vierzylinder-Benziner mit 164 PS verfügbar.

### Technische Daten
3.3 V6:
- Zylinderanzahl/Ventile: 6/24
- Hubraum: 3342 cm³
- Leistung: 173 kW (235 PS) bei 6000 min−1
- Maximales Drehmoment: 303,8 Nm bei 3500 min−1
- Höchstgeschwindigkeit: 237 km/h
- Beschleunigung von 0–100 km/h: 7,8 s
- Kraftstoffverbrauch (innerstädtisch, außerstädtisch, kombiniert): 15,1/7,4/10,2 l/100 km
- CO2-Emission: 245 g/km

2.2 CRDI:
- Zylinderanzahl/Ventile: 4/16
- Hubraum: 2188 cm³
- Leistung: 114 kW (155 PS)
- Maximales Drehmoment: 343 Nm bei 1800–2500 min−1
- Höchstgeschwindigkeit: 202 km/h
- Beschleunigung von 0–100 km/h: 11,4 s
- Kraftstoffverbrauch (kombiniert): 7,9 l/100 km
- CO2-Emission: 208 g/km

### Facelift

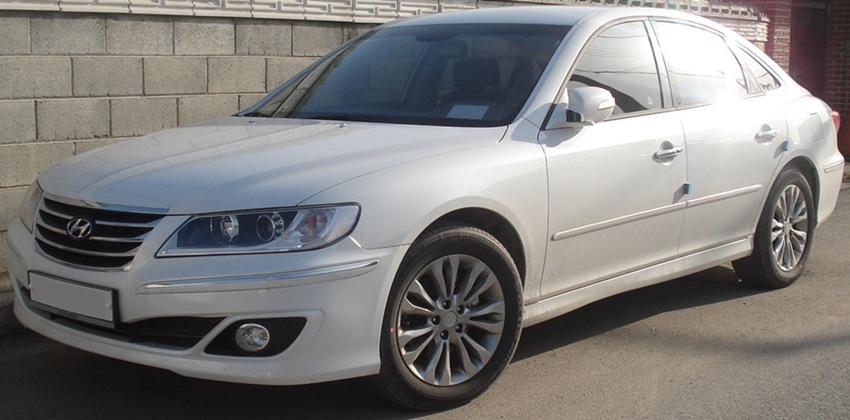
Hyundai Grandeur (2009–2011)

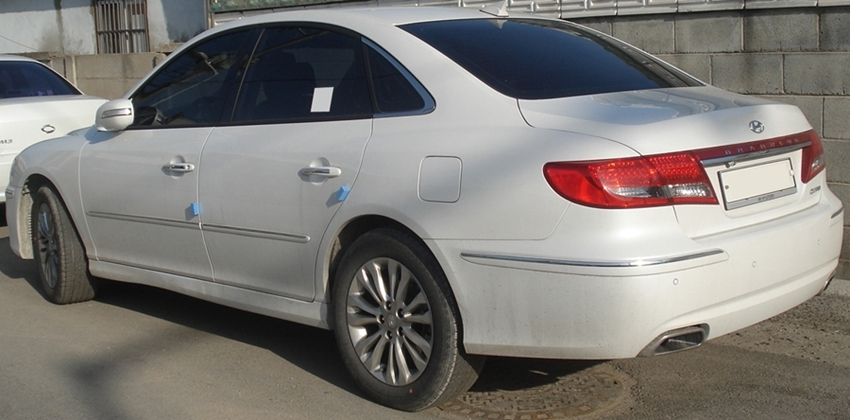
Heck mit LED-Rückleuchten und integrierten Auspuffrohren bei den V6-Motoren

Mitte Dezember 2009 wurde in Korea eine leicht überarbeitete Version vorgestellt. Auffälligste Änderungen sind der breitere Kühlergrill und neu gestaltete Scheinwerfer mit einem LED-Band als Tagfahrlicht. Auch die Rückleuchten erhielten LED-Technik. Der Doppelauspuff der V6-Motoren ist nun sportlicher gestaltet und vollständig in die hintere Stoßstange integriert. Hier wurde zudem von der Lambda- auf die Lambda-II-Serie umgestellt und diese an Sechsstufen- anstatt Fünfstufen-Automaten angebunden. Abgesehen von einer Blinkerautomik, mit der das Fahrzeug auch nach einem Antippen des Blinkerhebels dreimal blinkt, gab es keine weiteren Änderungen.
Die überarbeitete Version wird an der bisherigen Nachfrage orientiert etwa in die USA exportiert, aber unter anderem nicht mehr nach Deutschland oder Kanada. Die in Europa aufgeführten Webseiten zeigen zudem auch Ende 2010 noch die ursprüngliche Version, sodass diese offensichtlich parallel weiter produziert wird.

## Fünfte Generation (HG, 2011–2017)

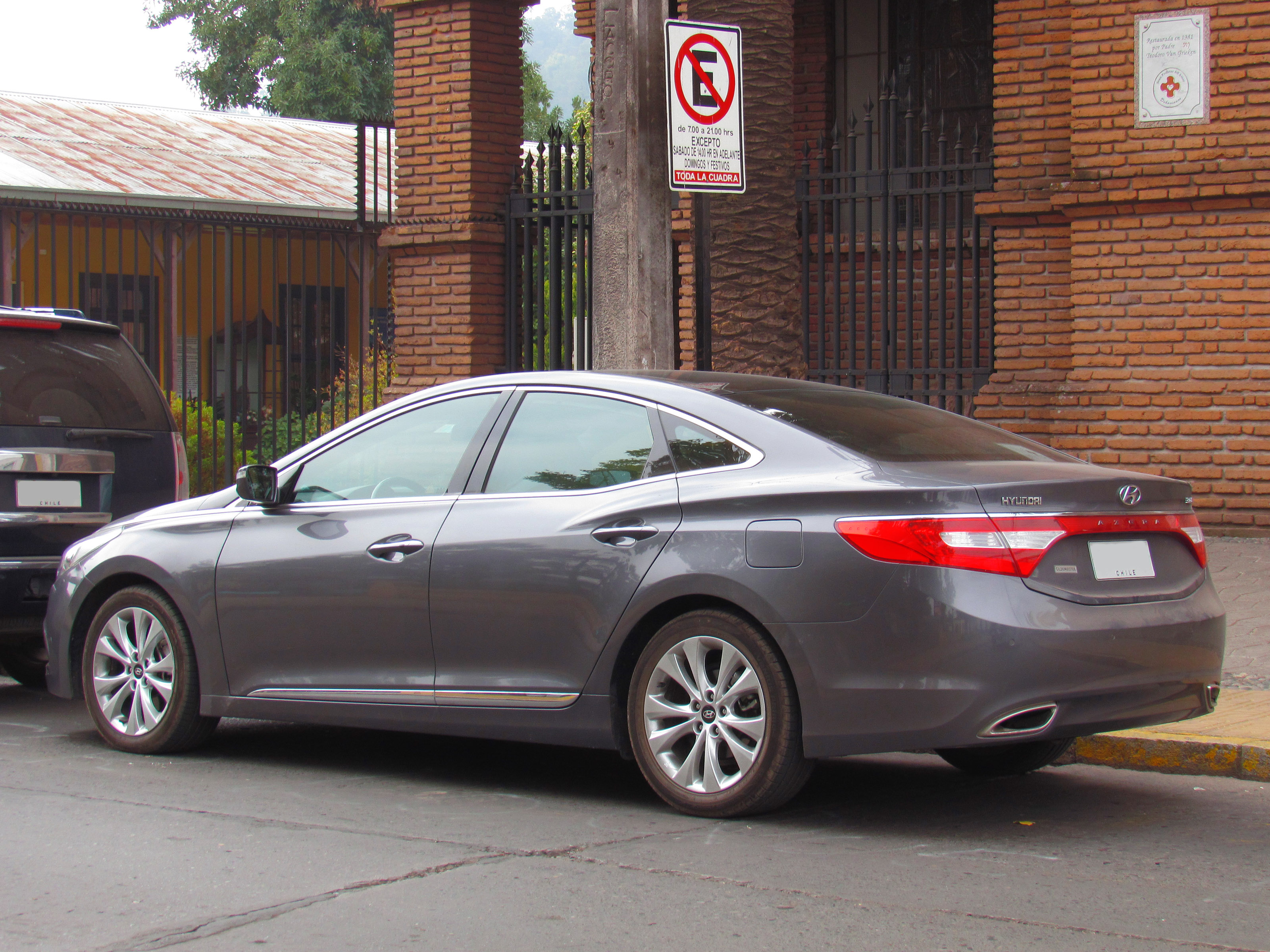
Heckansicht

Am 13. Januar 2011 erschien die fünfte Generation des Hyundai Grandeur. Das Design orientiert sich am Hyundai Sonata YF, mit einem durchgehenden Leuchtenband am Heck wie beim Vorgängermodell.
Alle Motoren haben Direkteinspritzung, die bisherigen V6-Motoren wurden durch die Lambda II-GDI-Serie ersetzt, als Basismotor findet der Vierzylinder Theta II GDI Verwendung. Der Grandeur HG bietet einen Abstandsregeltempomaten, der bedarfsweise bei einem abrupt bremsenden Vorausfahrzeug bis zum Stillstand abbremst. In Europa wird der Grandeur nicht mehr angeboten. In Nordamerika wird er als Hyundai Azera verkauft.
| Modell                          | 2.4                   | 3.0                     | 3.3 V6                     |
| Zylinder                        | 4                     | 6                       | 6                          |
| Hubraum (cm³)                   | 2359                  | 2999                    | 3342                       |
| Max. Leistung (kW/PS)           | 132/180 bei 6000      | 184/250 bei 6400        | 218/296 bei 6400           |
| Max. Drehmoment (Nm)            | 231 bei 4000          | 282 bei 5000            | 346 bei 5200               |
| Höchstgeschwindigkeit (km/h)    | 210                   | 223                     | 250                        |
| Getriebe (serienmäßig)          | 6-Gang-Schaltgetriebe | 6-Stufen-Schaltgetriebe | 6-Stufen-Automatikgetriebe |
| Beschleunigung (0–100 km/h)     | 9,8 s                 | 8,4 s                   | unbekannt                  |
| Verbrauch kombiniert (l/100 km) | 8,9 N                 | 9,8 N                   | 10,2 N                     |

## Sechste Generation (IG, 2016–2022)
Die sechste Generation wurde am 27. Oktober 2016 vorgestellt. Auf Grund geringer Verkaufszahlen und der Einführung der neuen Luxusmarke Genesis erhält der Azera in Nordamerika kein Nachfolgemodell.
Eine überarbeitete Version der Baureihe wurde im Herbst 2019 präsentiert.

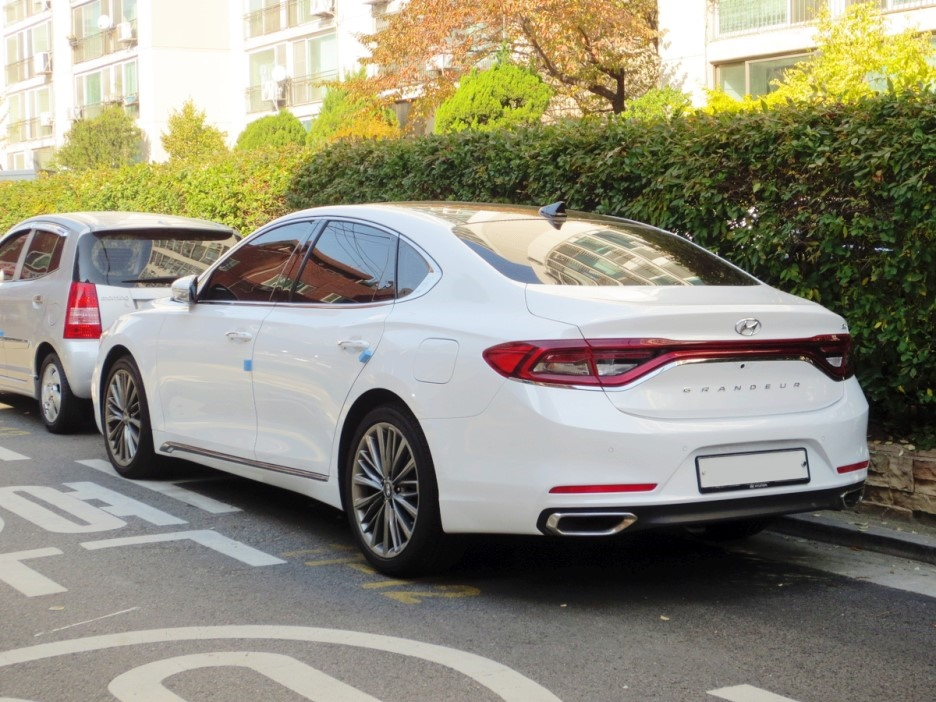
Heckansicht
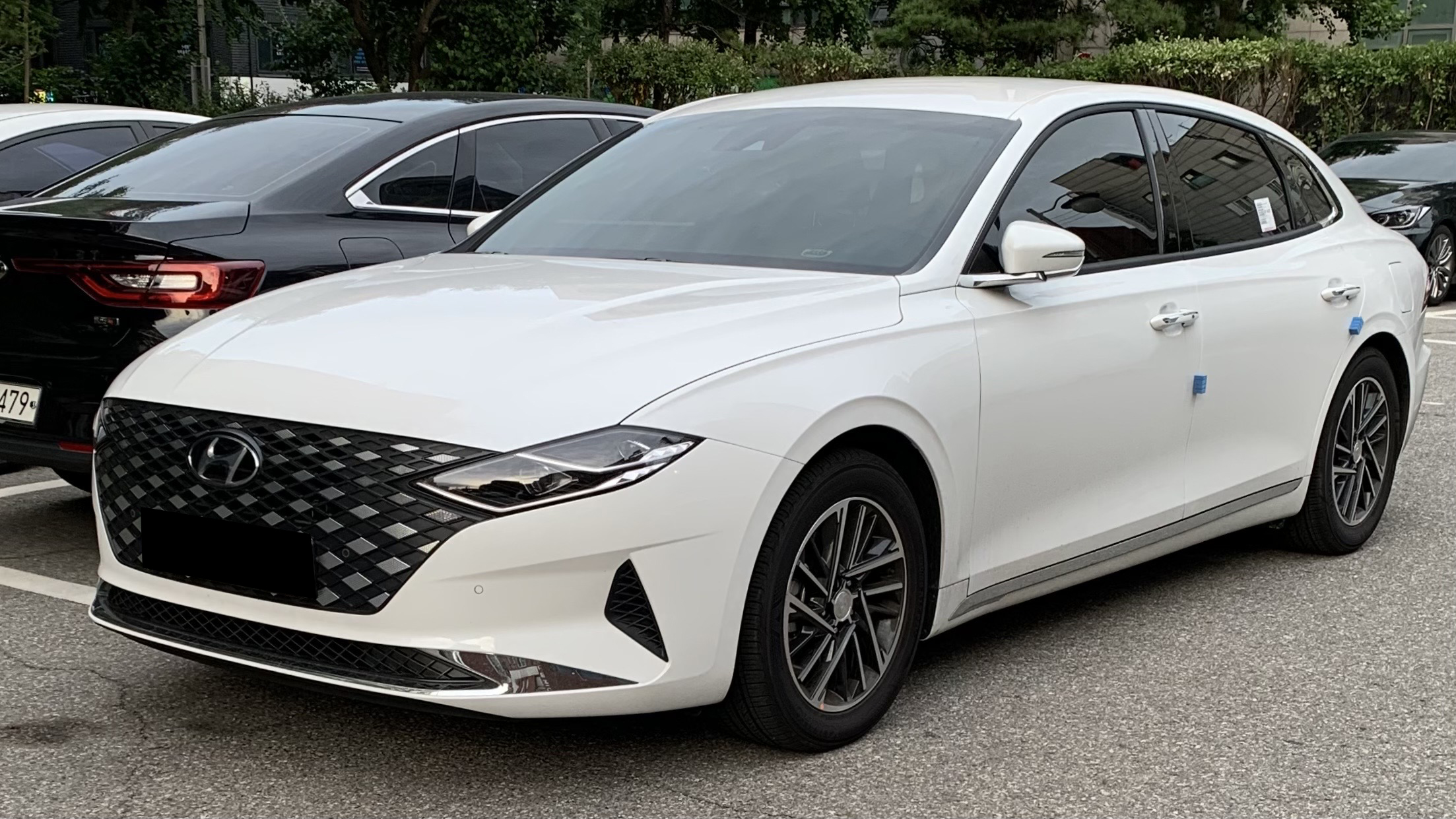
Hyundai Grandeur (2019–2022)
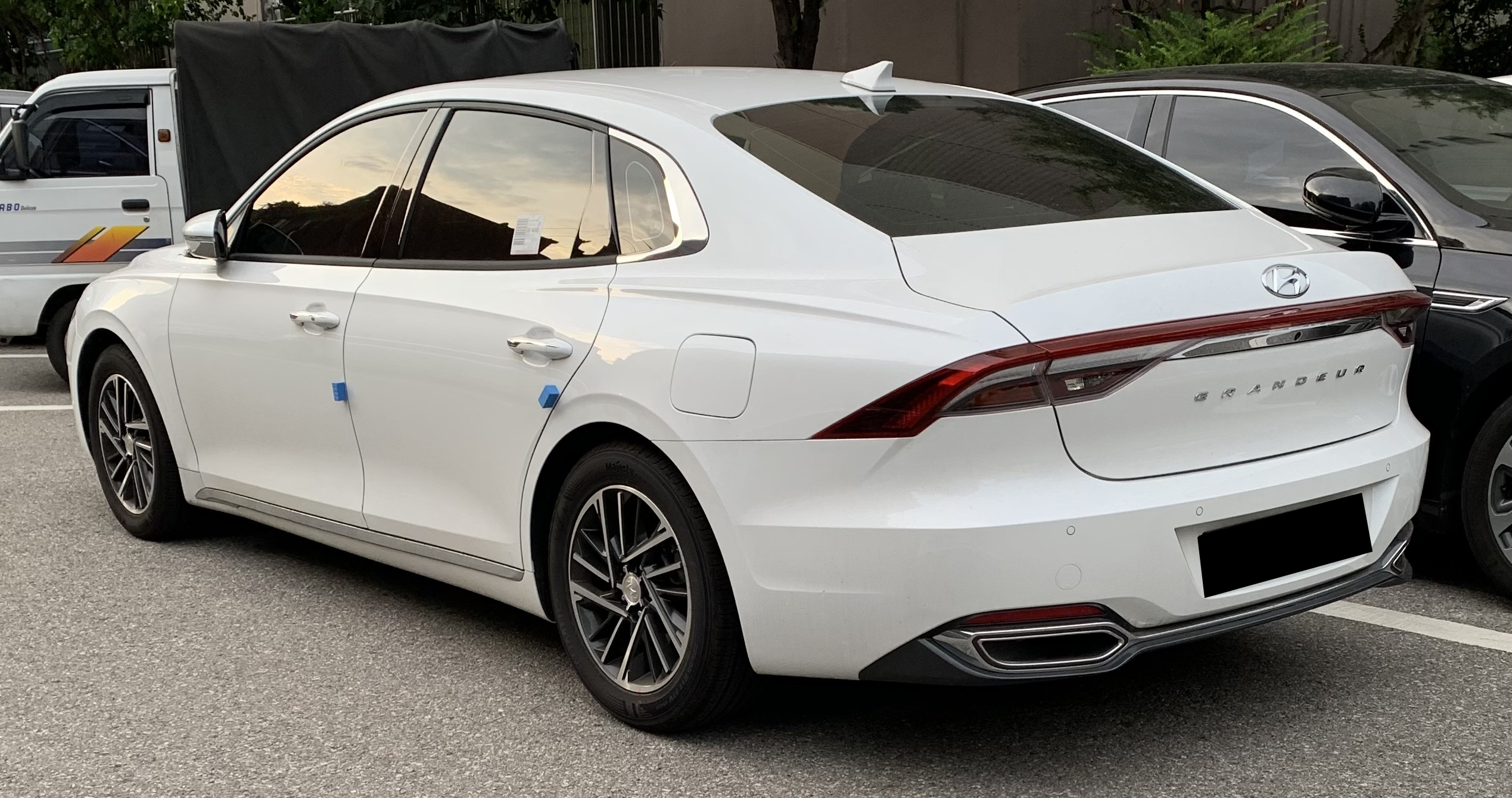
Heckansicht

### Technische Daten
| Kenngrößen                                  | 2.4 GDi                      | 2.5 GDi                      | 3.0 MPi                      | 3.0 GDi                      | 3.5 MPi                      |
| Bauzeitraum                                 | 2016–2019                    | 2019–2022                    | 2016–2019                    | 2016–2019                    | 2016–2022                    |
| Motorkenndaten                              |                              |                              |                              |                              |                              |
| Motortyp                                    | R4-Ottomotor                 | R4-Ottomotor                 | V6-Ottomotor                 | V6-Ottomotor                 | V6-Ottomotor                 |
| Hubraum                                     | 2359 cm³                     | 2497 cm³                     | 2999 cm³                     | 2999 cm³                     | 3470 cm³                     |
| max. Leistung                               | 140 kW (190 PS) bei 6000/min | 146 kW (198 PS) bei 6100/min | 184 kW (250 PS) bei 6400/min | 191 kW (261 PS) bei 6400/min | 213 kW (290 PS) bei 6600/min |
| max. Drehmoment                             | 241 Nm bei 4000/min          | 248 Nm bei 4000/min          | 284 Nm bei 5000/min          | 304 Nm bei 5300/min          | 338 Nm bei 5000/min          |
| Kraftübertragung                            |                              |                              |                              |                              |                              |
| Antrieb, serienmäßig                        | Vorderradantrieb             | Vorderradantrieb             | Vorderradantrieb             | Vorderradantrieb             | Vorderradantrieb             |
| Getriebe, serienmäßig                       | 6-Stufen-Automatikgetriebe   | 8-Stufen-Automatikgetriebe   | 6-Stufen-Automatikgetriebe   | 8-Stufen-Automatikgetriebe   | 8-Stufen-Automatikgetriebe   |
| Messwerte                                   |                              |                              |                              |                              |                              |
| Höchstgeschwindigkeit                       | 213 km/h                     | 217 km/h                     | 222 km/h                     | 230 km/h                     | 230 km/h                     |
| Beschleunigung, 0–100 km/h                  | 9,7 s                        | 9,0 s                        | 8,4 s                        | 7,9 s                        | 7,4 s                        |
| Kraftstoffverbrauch auf 100 km (kombiniert) | 8,3 l Super                  | 8,4 l Super                  | 9,5 l Super                  | 9,1 l Super                  | 10,7 l Super                 |
| CO2-Emission (kombiniert)                   | 191 g/km                     | 142 g/km                     | 227 g/km                     | 212 g/km                     | 223 g/km                     |

## Siebte Generation (GN7, seit 2022)
Die siebte Generation der Baureihe wurde im Oktober 2022 vorgestellt. Das Design wurde komplett neu gestaltet und soll dem Staria ähneln. Vorne und hinten wird je eine durchgängige LED-Lichtleiste verbaut. Die Frontscheinwerfer werden von einem großen Kühlergrill umfasst. In die C-Säule integrierte Fenster sollen an die erste Generation erinnern. Eine überarbeitete Version der Baureihe wurde im Juni 2024 präsentiert. Das Schwestermodell von Kia Motors ist der K8.
Erstmals ist die Limousine mit Hybrid- oder auch Allradantrieb erhältlich.

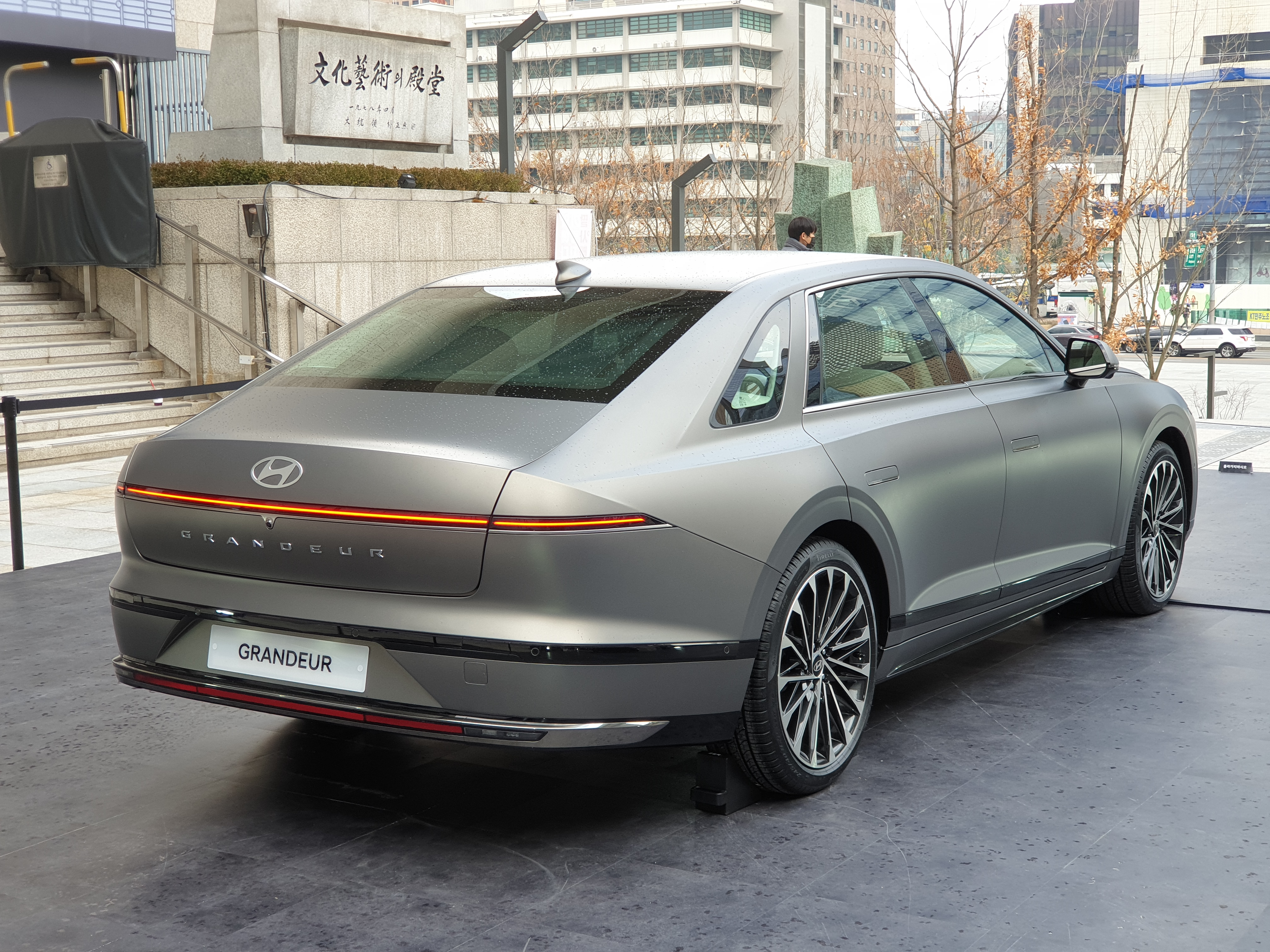
Heckansicht
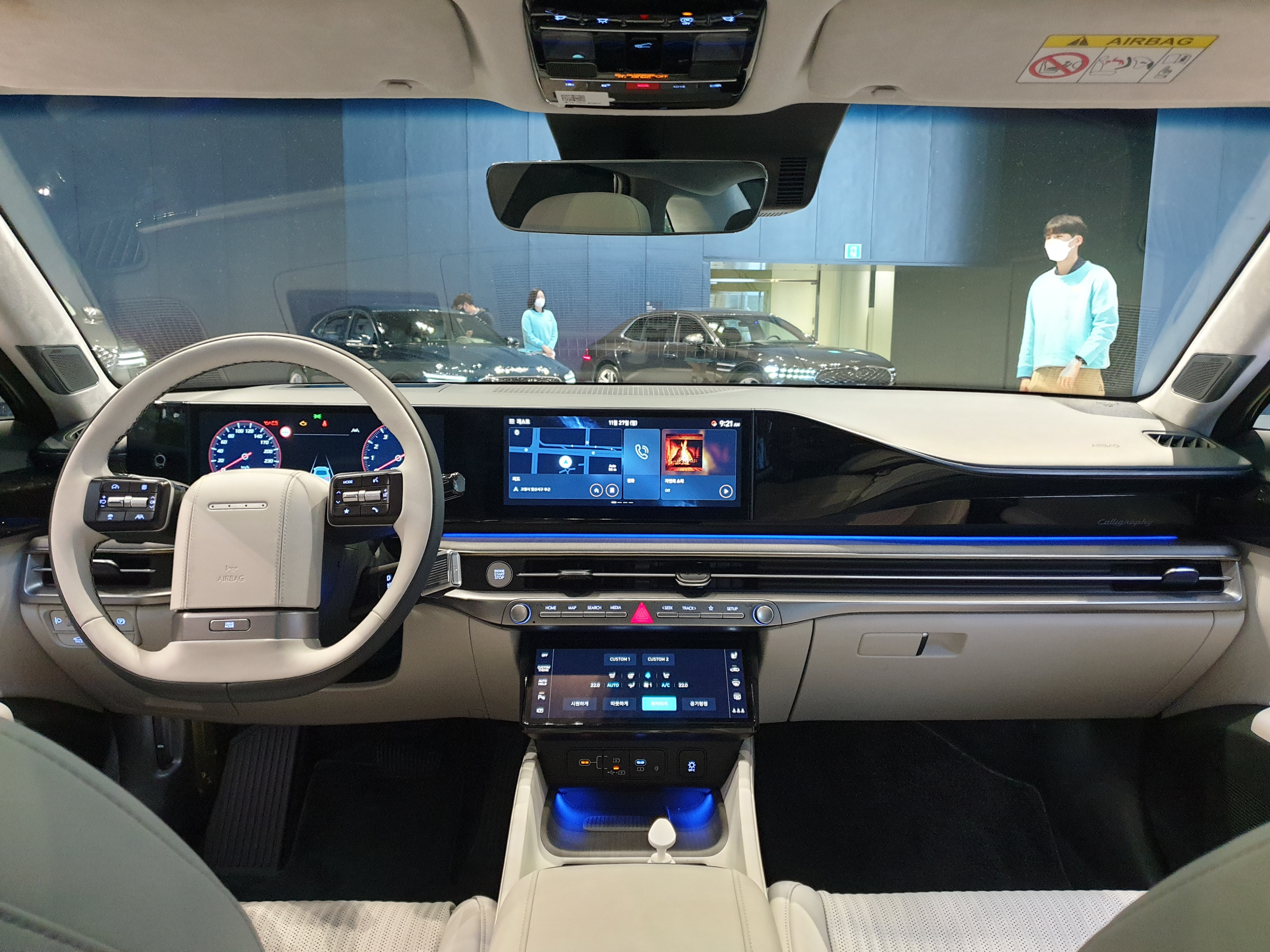
Innenansicht